# Santa Elena (Río Seco)
Santa Elena es una localidad situada en el departamento Río Seco de la provincia de Córdoba, Argentina. 
Se encuentra ubicada sobre la RN 9, a 149 km de la ciudad de Córdoba.
La principal actividad económica es la agricultura, siendo el principal cultivo la soja, y seguida por la ganadería. La industria está estrechamente relacionada con el campo, y la elaboración de lácteos posee un papel fundamental en la economía de la localidad. El turismo también tiene cierta relevancia debido a su cercanía con otros centros turísticos más importantes, ya que desde aquí se accede al cerro Colorado, lugar donde transcurrió gran parte de su vida Atahualpa Yupanqui.

## Geografía

### Población
Cuenta con 365 habitantes (Indec, 2022), lo que representa un incremento del 40% frente a los 219 habitantes (Indec, 2010) del censo anterior.
| Gráfica de evolución demográfica de Santa Elena entre 1991 y 2022 |
|                                                                   |
| Fuente: Censos nacionales del INDEC                               |

### Sismicidad
La sismicidad de la región de Córdoba es frecuente y de intensidad baja, y un silencio sísmico de terremotos medios a graves cada 30 años en áreas aleatorias. Sus últimas expresiones se produjeron:
- 22 de septiembre de 1908 (116 años), a las 17.00 UTC-3, con 6,5 Richter, escala de Mercalli VII; ubicación 30°30′0″S 64°30′0″O / -30.50000, -64.50000; profundidad: 100 km; produjo daños en Deán Funes, Cruz del Eje y Soto, provincia de Córdoba, y en el sur de las provincias de Santiago del Estero, La Rioja y Catamarca[2]

- 16 de enero de 1947 (78 años), a las 2.37 UTC-3, con una magnitud aproximadamente de 5,5 en la escala de Richter (terremoto de Córdoba de 1947)[1]

- 28 de marzo de 1955 (70 años), a las 6.20 UTC-3 con 6,9 Richter: además de la gravedad física del fenómeno se unió el desconocimiento absoluto de la población a estos eventos recurrentes (terremoto de Villa Giardino de 1955)

- 7 de septiembre de 2004 (20 años), a las 8.53 UTC-3 con 4,1 Richter

- 25 de diciembre de 2009 (15 años), a las 21.42 UTC-3 con 4,0 Richter